# Arctic Umiaq Line
Die Arctic Umiaq Line, abgekürzt AUL, ist eine grönländische Passagierreederei.

## Geschichte

### Gründung
Das Unternehmen geht ursprünglich wie die meisten anderen staatlichen Versorgungs- und Dienstleistungsunternehmen in Grönland auf Den Kongelige Grønlandske Handel (KGH) zurück, der ab 1774 mit dem Kolonialhandel in Grönland beschäftigt war. Der KGH wurde 1986 der grönländischen Regierung unterstellt und 1992/93 in das Staatsunternehmen KNI umgewandelt. Dessen Tochtergesellschaft Pilersuisoq war mit der Personen- und Frachtschifffahrt beauftragt. Dafür wurden die drei Schiffe Saqqit Ittuk, Sarfaq Ittuk und Sarpik Ittuk eingesetzt, die in Nord-, Mittel- bzw. Südgrönland fuhren. Bereits im Folgejahr wurden aus Bedarfsgründen alle Schiffe im Routendienst von Nord- nach Südgrönland eingesetzt. Am 1. Juli 1997 wurde im Rahmen eines politischen Beschlusses das Unternehmen KNI Rederi gegründet, das fortan für die Schifffahrt zuständig war. Zum 1. Januar 1998 ging die Frachtschifffahrt auf das Unternehmen Royal Arctic Bygdeservice, eine Tochtergesellschaft der Royal Arctic Line, über, während KNI Rederi mit der Personenschifffahrt aus dem KNI-Konzern ausgelagert wurde, aber weiterhin ein Staatsunternehmen blieb. Im Februar 1998 wurde KNI Rederi in Arctic Umiaq Line umbenannt.

### Verkauf 2005
Im Juli 2005 wurde in der Regierung beschlossen, die Passagierschifffahrt einzustellen, womit das Unternehmen seine Existenzgrundlage verlieren sollte. Wenige Tage später gab die Regierung bekannt, das Unternehmen zu privatisieren, um auch ohne Servicekontrakt die rund 120 Arbeitsplätze zu sichern. Im September 2005 wurde beschlossen, dass Arctic Umiaq Line vom neugebildeten dänischen Unternehmen Arctic Travel Group, bestehend aus der Fluggesellschaft Air Alpha und den Tourismusunternehmen Profil Rejser, Albatros und Topas Adventure Travel, aufgekauft werden soll. Im Oktober 2005 klagten Air Greenland und Royal Arctic Line darüber, von den Verkaufsverhandlungen ausgeschlossen worden zu sein, obwohl man bereits im Juli Interesse angemeldet hatte. Wenige Tage später zog Air Alpha sich aus der Arctic Travel Group zurück. Anfang November einigten sich Regierung und Arctic Travel Group über einen Kaufvertrag in Höhe von 65 Mio. kr. Kurz darauf sollte Regierungschef Hans Enoksen sich vor dem Finanzausschuss des Inatsisartut verteidigen, wobei die Regierungspartei Inuit Ataqatigiit bei bereits ausgeschriebenen Neuwahlen bekanntgab, den Kaufvertrag nicht zu genehmigen, wenn der verringerte Schiffsverkehr nicht wieder auf das bisherige Niveau ausgeweitet wurde. Die Forderungen wurden kurz darauf wieder aufgegeben und der Handel am 8. November 2005 genehmigt.

### Verkauf 2006
Die Regionsschiffe wurden in Folge des Handels verkauft. Bereits im Folgejahr kam es zu großen finanziellen Problemen bei der Arctic Travel Group. Die zugleich begonnenen Flugrouten in Konkurrenz mit Air Greenland mussten wieder eingestellt werden. Am 26. September 2006 kaufte die grönländische Regierung das Unternehmen für 4 kr. zurück. Daraufhin wurde beschlossen, auch die Sarpik Ittuk zu verkaufen, während zugleich rund die Hälfte der Mitarbeiter entlassen wurde. Am 13. Oktober 2006 kauften Air Greenland und Royal Arctic Line die Markenrechte und die Sarfaq Ittuk für 9,5 Mio. kr. Im Januar 2007 gelang es mit der Disko II auch das letzte ungebrauchte Schiff zu verkaufen.

### Nach 2006
Wegen schlechter Bilanzen gab Air Greenland im März 2010 bekannt, seine Unternehmensanteile zu verkaufen, wodurch wieder politische Diskussionen entstanden, ob der Passagierschiffsverkehr eingestellt werden sollte. Die grönländische Transportkommission empfahl im November 2010 die Einstellung wegen sinkender Passagierzahlen. Die Regierung widersetzte sich jedoch der Empfehlung und gab im Mai 2011 bekannt, weiterhin auf den Küstenverkehr zu setzen, indem man ihn weiterhin subventioniert. Am 30. Juni 2016 realisierte Air Greenland schließlich seine sechs Jahre zuvor abgegebene Ankündigung und verkaufte seine Unternehmensanteile an Royal Arctic Line.

## Einsatz

Ungefährer Routenplan der Arctic Umiaq

Arctic Umiaq Line hat Stand Januar 2023 den folgenden geplanten Routenplan für die Saison 2023, die nach Aufbrechen des Eises im März beginnt und im Januar 2024 endet. Ein Durchlauf dauert sieben Tage. Der Pfeil gibt die Segelrichtung (nord- bzw. südwärts) an.
| 17. März bis 28. April | 28. April bis 2. Juni | 2. Juni bis 15. September | 15. September bis 22. Dezember | 27. bis 28. Dezember                                   | 2. bis 11. Januar |
| --- | --- | --- | --- | ------------------------------------------------------ | --- |
| ↑ Nuuk Maniitsoq Kangaamiut Sisimiut ↓ Kangaamiut Maniitsoq Nuuk Qeqertarsuatsiaat Paamiut Arsuk Qaqortoq Narsaq ↑ Arsuk Paamiut Qeqertarsuatsiaat Nuuk | ↑ Nuuk Maniitsoq Kangaamiut Sisimiut Aasiaat Qeqertarsuaq Ilulissat ↓ Aasiaat Sisimiut Kangaamiut Maniitsoq Nuuk Qeqertarsuatsiaat Paamiut Arsuk Qaqortoq Narsaq ↑ Arsuk Paamiut Qeqertarsuatsiaat Nuuk | ↑ Nuuk Maniitsoq Kangaamiut Sisimiut Aasiaat Ilulissat ↓ Aasiaat Sisimiut Kangaamiut Maniitsoq Nuuk Qeqertarsuatsiaat Paamiut Arsuk Qaqortoq Narsaq ↑ Arsuk Paamiut Qeqertarsuatsiaat Nuuk | ↑ Nuuk Maniitsoq Kangaamiut Sisimiut Aasiaat Qeqertarsuaq Ilulissat ↓ Aasiaat Sisimiut Kangaamiut Maniitsoq Nuuk Qeqertarsuatsiaat Paamiut Arsuk Qaqortoq Narsaq ↑ Arsuk Paamiut Qeqertarsuatsiaat Nuuk | ↓ Nuuk Qeqertarsuatsiaat Paamiut Arsuk Narsaq Qaqortoq | ↑ Qaqortoq Narsaq Arsuk Paamiut Qeqertarsuatsiaat Nuuk Maniitsoq Kangaamiut Sisimiut Aasiaat Qeqertarsuaq Ilulissat ↓ Aasiaat Sisimiut Kangaamiut Maniitsoq Nuuk Qeqertarsuatsiaat Paamiut Arsuk Qaqortoq Narsaq ↑ Arsuk Paamiut Qeqertarsuatsiaat Nuuk |

## Flotte

### Aktuelle Flotte
| Schiff       | IMO-Nummer | Typ          | Baujahr | im Dienst | Passagier zahl | Bild |
| ------------ | ---------- | ------------ | ------- | --------- | -------------- | ---- |
| Sarfaq Ittuk | 8913899    | Küstenschiff | 1992    | seit 1997 | 250            |      |

### Ehemalige Schiffe
| Schiff       | IMO-Nummer | Typ           | Baujahr | im Dienst | Verbleib | Bild |
| ------------ | ---------- | ------------- | ------- | --------- | --- | ---- |
| Saqqit Ittuk | 8913904    | Küstenschiff  | 1992    | 1997–2005 | 2004 in Disko II umbenannt, 2007 verkauft und in Quest umbenannt, 2016 in Sea Endurance umbenannt, noch aktiv |      |
| Sarpik Ittuk | 8913916    | Küstenschiff  | 1992    | 1997–2005 | 2006 verkauft, 2007 in Ocean Nova umbenannt, noch aktiv                                                       |      |
| Aleqa Ittuk  | ?          | Regionsschiff | 1983    | 1997–2005 | 2006 verkauft, jetzt unter Disko Line aktiv                                                                   |      |
| Aviaq Ittuk  | ?          | Regionsschiff | 1983    | 1997–2005 | 2006 verkauft, jetzt unter Disko Line aktiv                                                                   |      |
| Nukaaraq     | ?          | Regionsschiff | 2003    | 2003–2005 | 2006 verkauft, Verbleib unbekannt                                                                             |      |

## Leitung
Quelle:

### Direktoren
- 1997–2004: Stig Bendtsen
- 2004–2005: Søren Andersen
- Umstrukturierung 2005
- 2005–2006: Søren Andersen
- 2006: Jens Hesseldahl
- Umstrukturierung 2006
- 2006–2016: Jette Larsen
- 2016–2017: Verner Hammeken
- 2017–2022: Aviâja Lyberth Lennert
- seit 2022: Jens-Jakob Sandgreen

### Aufsichtsratsvorsitzende
- 1997–1998: Keld Askær Sørensen
- 1998–2004: Karsten Stock Andresen
- 2004–2005: Niels Kreutzmann
- Umstrukturierung 2005
- 2005–2006: Søren Rasmussen
- 2006: Vagn Andersen
- Umstrukturierung 2006
- 2006–2016: Peter Flemming Knudsen
- 2016–2017: Taatsiannguaq Olsen
- seit 2017: Verner Hammeken